# Сражение при Нойвиде (1797)
Сражение при Нойвиде (нем. Schlacht bei Neuwied) произошло 18 апреля 1797 года в районе Нойвида и Бендорфа и было частью военного конфликта, известного как война первой коалиции. Французская Самбра — Мааская армия дивизионного генерала Луи Лазара Гоша разбила противостоявший ей корпус австрийской армии фельдмаршал-лейтенанта Пауля Края фон Крайова.

## Перед сражением
Французская директория, ободренная успехами генерала Бонапарта на Итальянском театре военных действий, решила после прекращения пятидневного перемирия, заключенного в Леобене, начать наступление также на Рейнском ТВД.
Дивизионному генералу Гошу, новому командующему 70-тысячной Самбра — Мааской армией было предписано начать наступление за Рейн. Одной дивизии было приказано наблюдать за Майнцем, левому флангу генерала Шампионне наступать от Дюссельдорфа, центру и правому флангу перейти через Рейн у Нойвида.
Австрийская армия не ожидала французского наступления, так как командование было проинформировано о продолжающихся мирных переговорах в Леобене. В связи с тем, что значительное число личного состава было переброшено в Италию, у фельдмаршала Франца фон Вернека, которому была поручена оборона вдоль нижнего Рейна, оставалось только 28 841 штыков и сабель. Они были рассредоточены по всему региону. Резервный корпус численностью 5000 солдат находился в Рюссельсхайме, еще 13 400 — в крепости Майнц, 2400 — в крепости Эренбрайтштайн. В районе Нойвида, напротив предмостного укрепления, занятого французами, находилось левое крыло армии под командованием Пауля Края. Накануне сражения в Нойвиде было 4000, расположенных на позиции, защищаемой шестью редутами, и еще 4000 стояли в Дирдорфе.

## Ход сражения
18 апреля, опасаясь наступления французов от Дюссельдорфа, Край начал туда переброску войск, но в это время, в восемь утра, французы выши из тет-де-пона и под прикрытием сильной канонады начали сражение.
Лефевру при поддержке артиллерии удалось вытеснить австрийцев из Золленгера. Фронтальная атака французской кавалерии также выбила австрийцев из деревни Сайн. После нескольких атак на ключевую позицию австрийцев в районе деревни Бендорф французской пехоте Лефевра при поддержке нескольких эскадронов конных егерей удалось вытеснить противника с этой позиции. Затем Гош приказал Антуана Ришпансу преследовать отступающих австрийцев. Ришпанс атаковал их, отбросил назад, загнал на выходе из Бендорфа в угол между Рейном и заставил сложить оружие. Остальные бежали в сторону Монтабауэра, преследуемые Ришпансом и Лефевром.
В то же самое время, после артиллерийского обстрела гренадеры генерала Бастуля из дивизии Гренье атаковали в штыки укрепления у Хеддесдорфа и захватили их и деревню, а драгуны и гусары Мишеля Нея ударили на австрийский центр слева, потому что там все еще держался единственный редут, остановивший решительным сопротивлением атаку бригады Оливье. Этот редут отразил две атаки, пока около десяти часов, наконец, не был захвачен в третьей совместной атаке пехоты и кавалерии.
Край на некоторое время смог сплотить свои войска, отступившие в сторону Дирдорфа и противостоять дальнейшим французским атакам гренадеров Гренье и драгун и гусар Нея, преследовавших отступающих австрийцев. Ней с примерно 500 гусарами дошел до Дирдорфа. Там он встретил резерв противника в 6000, с которым сражался в течение четырех часов, пока остальная французская армия не догнала его. После атаки левое крыло противника рухнуло, и около 4000 австрийцев было захвачено в плен.
Со своей стороны, подошедшее французское левое крыло под командованием Жана Этьена Шампионне сумело вытеснить австрийцев из Альтенкирхена и Керата.

## Результаты
На следующий день, 19 апреля 1797 года, французские войска двинулись дальше. Проходили стычки с отступающей австрийской армией в Кирбурге, Мольсберге, Нассау, Диесе и Цольхаусе. Лимбург-ан-дер-Лан был захвачен правым крылом французской армии без боя. 20 апреля левое крыло продолжало преследовать войска противника, и у Рота произошли стычки с его арьергардом. Тем не менее, Край сумел сплотить свои войска и отойти через Гисен в направлении Франкфурта-на-Майне. К вечеру 20 апреля французская армия, несмотря на сопротивление, заняла Вестервальд до Дилля и северо-западного Таунуса. 21 апреля произошло несколько стычек в Таунусе и близ Вецлара, в результате которых французская армия смогла продвинуться к Рюссельсхайму. На следующий день французская армия заняла Висбаден и приготовилась к штурму Франкфурта. Однако ей пришлось отменить его, потому что Гош был официально проинформирован о предварительном мире, заключенном в Леобене.